# اچ‌ام‌اس سورن (پی۲۸۲)
اچ‌ام‌اس سورن (پی۲۸۲) (به انگلیسی: HMS Severn (P282)) یک کشتی است که طول آن 79.9 m می‌باشد. این کشتی در سال ۲۰۰۳ ساخته شد.